# Pixelated and Afraid
«Pixelated and Afraid» (укр. «Цензуровані та налякані») — дванадцята серія тридцять третього сезону мультсеріалу «Сімпсони», прем'єра якої відбулась 27 лютого 2022 року у США на телеканалі «Fox».

## Сюжет
Ліса, Мардж і Гомер дивляться чорно-білий фільм, герої якого ― закохана пара ― святкують річницю одруження. Ліса сподівається, що матиме таке ж місце кохання, але батьки розповідають, що, ймовірно, її подружнє життя виглядатиме так само, як у них: рутинна «романтика».
Наступного дня дівчинка розповідає Барту про свої занепокоєння щодо любовного життя їхніх батьків. Щоб виправити ситуацію, діти обговорюють невдоволення диванним способом життя Гомера і Мардж. Ліса пропонує використати купон на відвідини курорту для пар на вершині гори Медового місяця, без технологій чи розваг. Дорослі неохоче погоджуються.
Дорогою Гомер і Мардж зізнаються одне одному, що не хочуть їхати, тож Мардж каже Гомеру розвернути автомобіль. Однак, через ожеледь авто з'їжджає з дороги і заносить на замерзлу річку… Крига кресне і Сімпсони пливуть за течією. Вибравшись з автомобіля і річки у безпечне місце на березі, Гомер і Мардж залишилися без робочих телефонів та без авто…
Розбивши телефони, вони розпалюють багаття і, повністю роздягнувшись, вішають одяг сушитися. Мардж лізе на дерево, щоб огледіти місцевість, і знаходить «щось червоне» неподалік. Однак, спускаючись вниз, гілка, що тримала одяг, ламається, і той згорає до попелу.
Сімпсони вони знаходять ванну у формі серця, і з'ясовують, що це покинутий романтичний курорт на горі Медового місяця. Вони розводять нове багаття, роблять собі новий одяг і облаштовують укриття із зібраних довкола залишків курорту.
Через деякий час пара зголодніє і не можуть знайти собі їжі, навіть риби. Коли Гомер з відчаю та люті починає бити по воді в річці, вони зрештою ловлять рибу для приготування. Водночас дим від вогню у притулку приваблює росомаху. Сімпсони протистоять і вбивають хижака, що заводить пару до пристрасних поцілунків під місяцем.
Наступного дня, коли Гомер помічає рейнджера парку на байку, але, поки Гомер дещо вагався покинути романтичну пустелю, рейнджер їде. Мардж пропонує йти по слідах транспорту. Пройшовши довгий шлях через ліс, Сімпсони доходять до станції рейнджерів, повільно і чудово.
У сцені під час титрів пара в обіймах насолоджуються своїм новим улюбленим шоу ― прекрасним заходом Сонця.

## Виробництво
Сценарист серії Джон Фрінк хотів зробити серію за мотивами шоу про виживання «Alone» (укр. «Самі»). Співвиконавча продюсерка епізода Керолін Омайн також є фанаткою шоу.
«Оцензурування» Гомерових сосків спочатку було просто жартом, і не вимагалося мережею. Водночас, під час сцени, коли оголена Мардж намагається вилізти на дерево, справжні цензори змусили вирізати багато жартів і відсилань, через що деякі репліки звучать обрізано.
Під час читання сценарію епізоду Керолін Омайн представила грубий малюнок, як Гомер і Мардж мають виглялати в саморобному одязі і за кілька годин аніматор Майк Андерсон зробив ескіз образів.
За словами Омайн команді справді довелося боротися, щоб Гомер не був надто смішним під час переслідування росомахою: «Ми дуже хотіли зробити страх реальним. Ми хотіли зробити Гомера героєм».
Спочатку для фінальної сцени мали додати мелодію, але згодом було вирішено залишити тільки звук хрусту Гомером чипсів.

## Цікаві факти та культурні відсилання
- Чорно-білий фільм на початку серії заснований на комедії «Тонка людина» 1934 року[8].
- Назва і навіть дизайн спрею від комах, яким Мардж труїть мурах, «Ant-pocalypse Now» (укр. «Мурахокаліпсис сьогодні») — відсилання до фільму «Appocalypse Now» (укр. «Апокаліпсис сьогодні»)[9][10][11].
- Гора Медового місяця заснована на курортах гір Поконо в Пенсільванії, які були відкриті на початку 1900-х років і стали місцем для проведення медового місяця у 1940-х. Романтичні деталі (ванни у формі серця, дзеркальні стелі і джакузі у формі келиха для шампанського) взяті зі світлин справжніх покинутих курортів[12][13].
- Під час монтажу облаштування укриття грає пісня «Pretty World» колективу «Sergio Mendes & Brasil '66»[14].
  - Гомер згодом танцює з Мардж під цю пісню.

## Ставлення критиків і глядачів
Під час прем'єри серію переглянули 1,41 млн осіб, з рейтингом 0.4, що зробило її найпопулярнішим шоу на каналі «Fox» тієї ночі.
Тоні Сокол з «Den of Geek» дав серії чотири з п'яти зірок, сказавши, що «частина розвитку [подій] майже не схожа на Гомера. Він надто компетентний у дикій природі».
Маркус Ґібсон із сайту «Bubbleblabber» оцінив серію на 7,5/10, сказавши:
|  | Це одна із серій, які не покладаються на фарси, а концентруються на розповіді історії. Сценаристи намагаються змусити Гомера і Мардж працювати разом, щоб вижити проти дикої природи та смертельної росомахи, водночас висловлюючи думку про красу просто неба. Ми також бачимо більше Гомера як турботлого чоловіка для Мардж… Результат далекий від ідеального, але він настільки ж привабливий, як іскра пари. |

Серію було номіновано на премію «Еммі» в категорії «Найкраща анімаційна передача» 2022 року.
У січні 2023 року сценариста серії Джона Фрінка було номіновано на премію Гільдії сценаристів Америки в області анімації 2022 року.
Згідно з голосуванням на сайті The NoHomers Club більшість фанатів оцінили серію на 5/5 із середньою оцінкою 4,22/5.